# Regnosaurus northamptoni
Regnosaurus northamptoni es la única especie conocida del género extinto  Regnosaurus  (“lagarto de los Regni”) de dinosaurio tireóforo estegosáurido, que vivió a principios del período Cretácico, hace aproximadamente entre 140 y 125 millones de años, entre el Valanginiense, en lo que hoy es Europa.

## Descripción
Regnosaurus fue un dinosaurio acorazado con placas, que medía 4 metros de largo, 1,5 de alto y un peso de 300 kilogramos. Se conoce solo por el holotipo BMNH 2422, un fragmento mandibular derecho, mandíbula inferior, que consta de un tercio del dentario y una parte del esplenial, que se encuentra en la formación de arena Tunbridge Wells. El espécimen mide 15 centímetros de largo y presenta 15 cavidades dentales. También son visibles algunos dientes de reemplazo. Otros fragmentos de hueso se han referido a veces a Regnosaurus, como un fósil de pubis recuperado en la Isla de Wight, pero como estos son de otras partes del cuerpo y falta un esqueleto razonablemente completo, no se puede probar la identidad. Lo mismo es cierto para algunos picos dérmicos informados por William Blows.

## Descubrimiento e investigación
Regnosaurus se encontró en el lecho Wealden, en el condado de Sussex, cerca de Cuckfield, en Inglaterra y formaron parte de la colección del Museo Británico de Historia Natural. En 1839, Gideon Mantell informó haber notado el fósil durante una visita. Mantell pronto llegó a la conclusión de que el espécimen representaba la mandíbula inferior, hasta entonces desconocida, de su Iguanodon, probablemente la de un juvenil. El 8 de febrero de 1841 lo presentó como tal a la Royal Society. Esta interpretación fue inmediatamente desafiada por Richard Owen , quien sintió que faltaba cualquier prueba de conexión. En 1848, después de varias fauces reales de Iguanodon habían sido descubierto, Mantell cambió su posición, concluyendo que era un género o subgénero relacionado pero diferente , acuñando el nombre Regnosaurus Northamptoni. El nombre genérico se deriva de Regni o Regnenses, una tribu británica que habita en Sussex. El nombre específico honra a Spencer Compton, segundo marqués de Northampton  presidente de la Royal Society, que estaba a punto de dimitir. Según las convenciones actuales, la especie tipo se escribe como Regnosaurus northamptoni .
Es solo conocido por un fragmento de mandíbula, el holotipo BMNH 2422. Un fósil de hueso púbico fue recobrado en la Isla de Wight y referido a este género. En 1964 fue renombrado Hylaeosaurus northamptoni por Oskar Kuhn, siendo un posible sinónimo de la especie Craterosaurus pottonensis en 1978 y sinonimizado incorrectamente con el saurópodo Chondrosteosaurus gigas por George Olshevsky.

## Clasificación
Visto por primera vez como un iguanodóntido, Regnosaurus se conectó más tarde a dinosaurios blindados. En 1888, Richard Lydekker lo asignó a los Scelidosauridae . En 1909 Friedrich von Huene lo clasificó en el estegosaurio Omosauridae y en 1911 Alfred von Zittel lo asignó a los Stegosauridae, pero estos grupos tenían un contenido diferente y también incluían formas blindadas. En 1956 Alfred Romer lo sinonimizó con Hylaeosaurus. John Ostrom hizo una sugerencia completamente diferente, quien supuso que podría haber sido un saurópodo.
El primero en afirmar que era un estegosáurido en el sentido moderno fue George Olshevsky en 1993. Regnosaurus es clasificado en 1995 por Barrett & Upchurch como un Huayangosauridae debido a lo similar de los huesos de la mandíbula de este con los fósiles encontrados, pero Olshevsky lo clasifica dentro de Dacentrurinae. Solamente en 1993 fue finalmente identificado como un estegosauriano primitivo por George Olshevsky, una identificación apoyada con un análisis cladístico independiente de 1995 realizado por los paleontólogos Paul. M. Barrett y Paul Upchurch. Esto sucedió debido al estado incompleto del espécimen, y del hecho de que material en buen estado de quijadas de estegosaurianos primitivos fuera desconocido para su comparación antes de la descripción 1982 de Huayangosaurus de Dong Zhiming, Tang Zilu y Zhoa Shiwueste.